# Gammelgården (Myckelgensjö)
Koordinaten: 63° 34′ 23″ N, 17° 36′ 30″ O

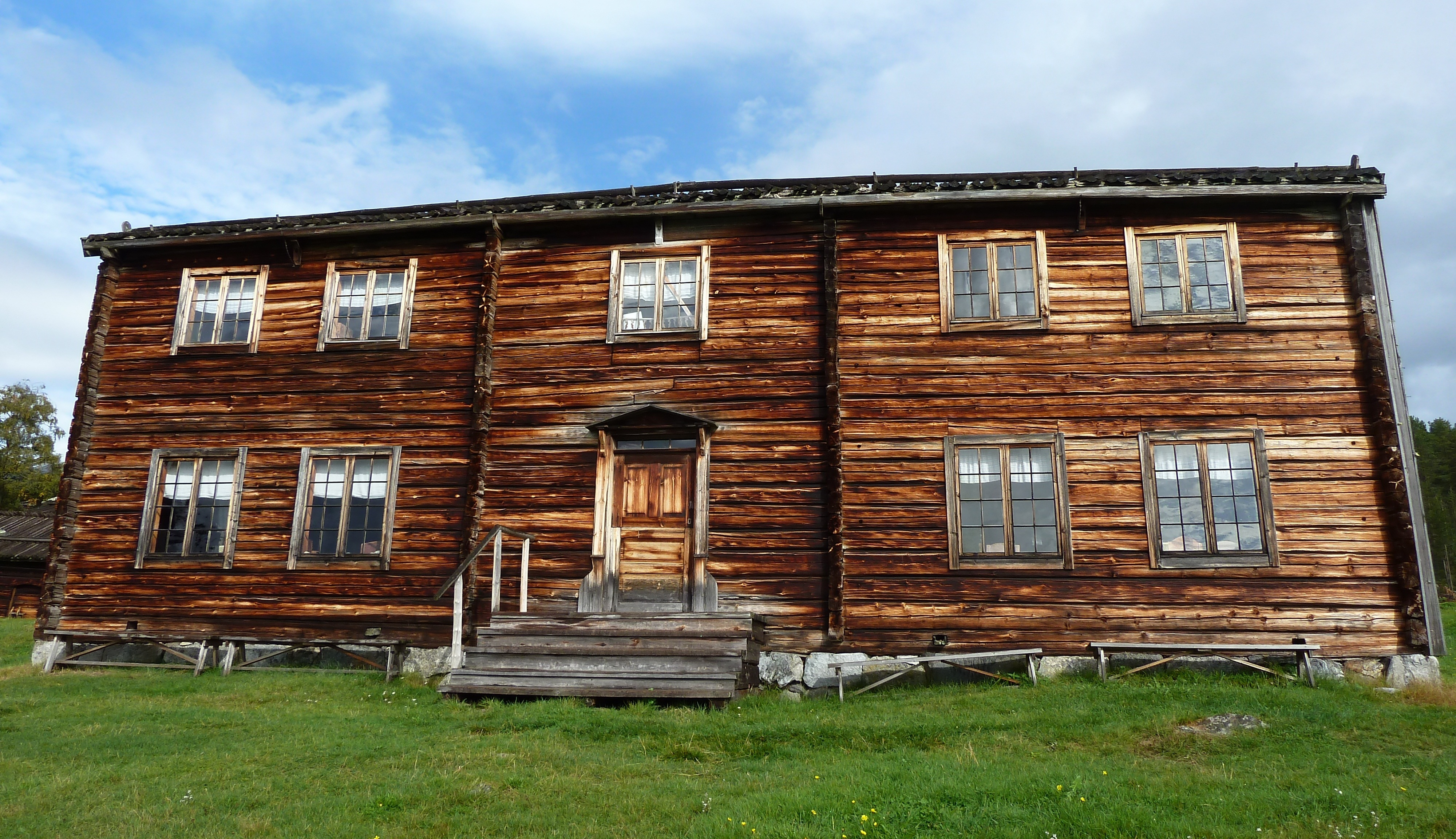
Wohnhaus des Gammelgården

Der Gammelgården ist ein altes Bauerngehöft im kleinen Ort Myckelgensjö in der Gemeinde Örnsköldsvik am Ufer des Sees Myckelgensjösjön, der vom Moälven durchflossen wird. Es wurde erstmals 1545 urkundlich erwähnt, und sein Aussehen ist seit ungefähr 1860 unverändert. Bei der Renovierung in den 1940er-Jahren wurde die alte Einrichtung erhalten. 
Die typisch nordschwedische Hofanlage besteht aus über 20 verschiedenen Gebäuden. Sie ist von schwedischem kulturellem Reichsinteresse. Im Sommer ist sie für Besucher geöffnet; in einem Gebäude ist ein kleines Café untergebracht.